# 東富士夫
東富士夫（あずまふじお、1912年2月18日 - 1991年1月1日）は昭和時代の寄席芸人、曲芸師。

## 人物・芸歴
静岡県下田市出身。18歳で針金渡り名人の東冨士子に弟子入りし、富士坊を名乗る。1935年、東冨士夫に改名。出征を経て、1946年に復員。その後は駐留軍のキャンプ回りも経験。寄席出演時には撥の曲、皿回し、帽子回しなどの他、足で樽を回す曲芸などを披露した。

## 参考資料
1. ↑  日外アソシエーツ「新撰・芸能人物事典・明治～平成」24頁（2010年）
2. ↑  日外アソシエーツ「日本人物レファレンス事典・芸能篇Ⅱ」12頁（2014年）